# Huperzia leishanensis
Huperzia leishanensis är en lummerväxtart som beskrevs av X.Y. Wang. Huperzia leishanensis ingår i släktet lopplumrar, och familjen lummerväxter. Inga underarter finns listade i Catalogue of Life.